# Olivbrauner Schneckling
Der Olivbraune Schneckling (Hygrophorus olivaceoalbus), auch Natternstieliger Schneckling genannt, ist ein Pilz aus der Gattung der Schnecklinge. Er erscheint von August bis November unter Nadelbäumen in Bergwäldern Nordamerikas und Eurasiens und ist an seinem olivbraunen Hut und seinem länglichen Stiel zu erkennen. Neben seiner Verwendung als Speisepilz hat er vor allem durch jüngst entdeckte, antibiotisch wirkende Inhaltsstoffe an Bedeutung gewonnen.

## Merkmale

### Fruchtkörper
Der Hut des Olivbraunen Schnecklings ist 2–12 cm breit und bei jungen Pilzen halbkugelig geformt; mit zunehmendem Alter wird er flacher und breiter, behält jedoch seinen charakteristischen dunklen Buckel. Die Oberfläche des grau- bis rußigbraunen Hutes ist schleimig und erhält durch überdehnte Hutfasern unter der Schleimschicht ein aderiges Erscheinungsbild. Der Rand ist anfangs eingebogen, im Alter eher abstehend. Junge Fruchtkörper werden von zwei Schichten Velum bedeckt, wobei das innere Velum oft als dunkler Ring zurückbleibt.

Der Pilz hat einen länglichen, schlanken und vollen Stiel mit einer Länge von bis zu 15 cm, einem Durchmesser von 1–3 cm und einer bei feuchter Witterung schleimigen Oberfläche. Er ist untergründig weiß und oft olivbräunlich genattert; seine Spitze hingegen ist weißlich und feucht. An der Basis ist der Stiel meist schmaler. Der Stiel ist von zwei Gewebeschichten überzogen: die äußere ist von klebriger Beschaffenheit, die innere ist verhältnismäßig dünn und besteht aus flockigen Fasern, ähnlich denen unter der Schleimschicht des Hutes, mit denen sie auch zunächst verbunden sind. Durch das Längenwachstum des Stiels reißt die untere Schicht, wodurch die Natterung entsteht. Die engstehenden Lamellen des Olivbraunen Schnecklings sind dicklich und laufen am Stiel herab; sie haben eine weiße, an der Basis leicht gräuliche Farbe und besitzen eine wachsige Oberfläche.

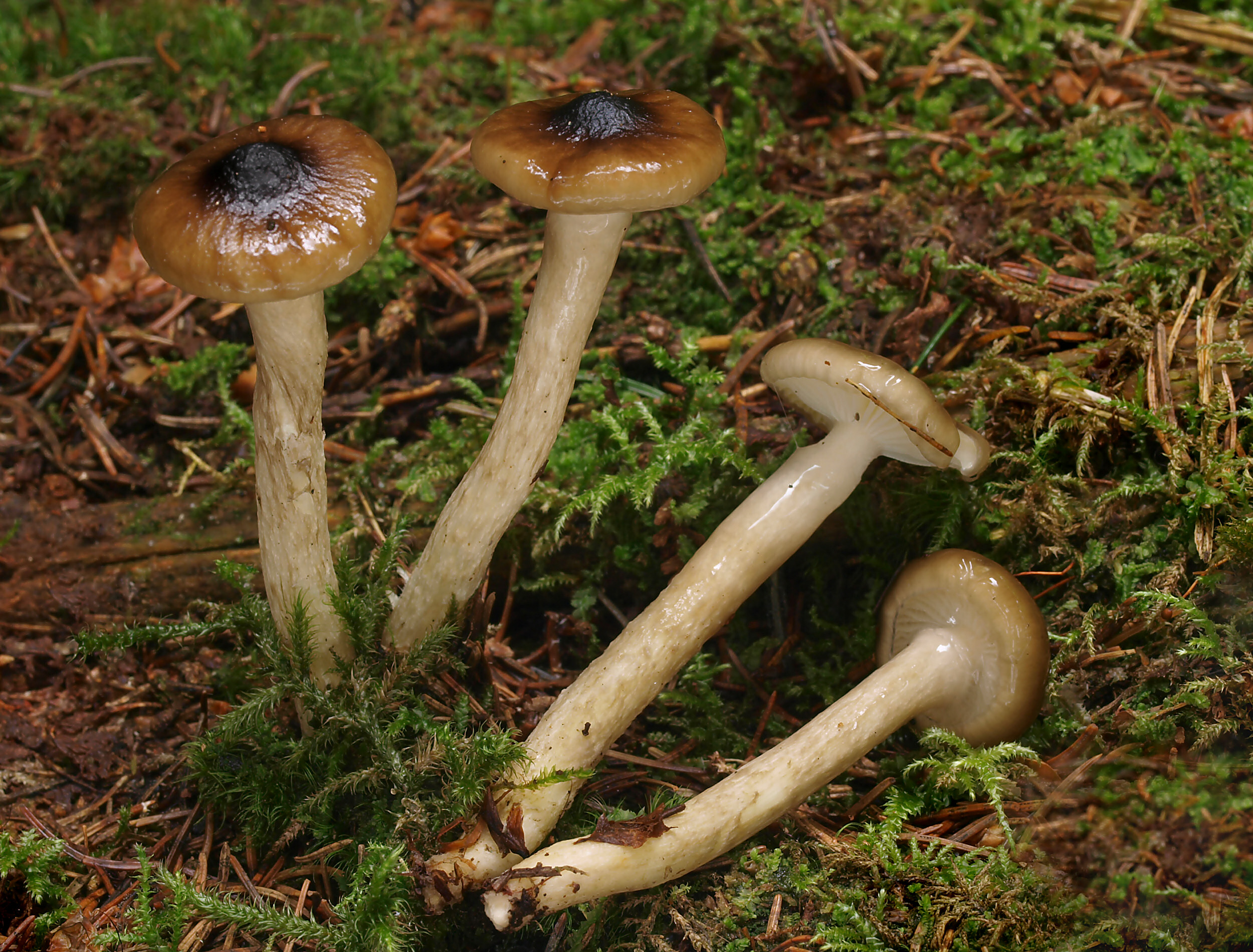
Die Hüte und Stiele des Olivbraunen Schnecklings sind schleimig überzogen.

Das Fleisch des Pilzes ist weich, dünn und weiß. Es schmeckt mild und hat keinen ausgeprägten Geruch, reagiert jedoch rötlich mit Natriumhydroxid und Schwefelsäure. Der Sporenabdruck des Olivbraunen Schnecklings ist ebenfalls weiß.
Möglichkeiten zur Verwechslung bestehen mit zahlreichen anderen, oft nahe verwandten Arten, die taxonomisch nur unscharf von Hygrophorus olivaceoalbus abgegrenzt werden können. So etwa Hygrophorus pustulatus, Hygrophorus inocybiformis, Hygrophorus tephroleucus oder Hygrophorus morrisii (siehe auch Abschnitt Systematik). Im Zweifelsfalle ist der Olivbraune Schneckling nur durch Kontrolle all seiner Spezifika, vor allem dem zweifachen Velum und der Natterung des Stiels, sowie der mikroskopischen Eigenschaften bestimmbar. Es besteht jedoch keine Gefahr, ihn mit giftigen Pilzen zu verwechseln.

### Mikroskopische Eigenschaften
Die Pilzsporen haben eine Größe von 9–12 × 5–6 µm, sind elliptisch geformt und sind nicht amyloid; ihre Oberfläche ist glatt. Melzers Reagenz färbt sie gelb. Die 46–62 × 7–10 Mikrometer großen Basidien sind viersporig und verfügen über kurze, stämmige Sterigmata. Weder Pleurozystiden noch Cheilozystiden sind vorhanden.
Die gallertartige Cuticula weist eine Stärke von 250 bis 450 Mikrometern auf und besteht aus schlaufenförmigen, dunklen Hyphen mit einer Breite von 2 bis 3 Mikrometern, die, horizontal angeordnet, eine Ixocutis bilden und über Schnallen verfügen; eine Hypocutis besitzt der Pilz nicht. Die Trama des Hutes besteht aus radial verlaufenden, die der Lamellen aus verzweigten, etwa 3–8 µm dicken Hyphen.
Vom Olivbraunen Schneckling als fungalem Partner gebildete Mykorrhiza, wie beispielsweise die Fichtenmykorrhiza Piceirhiza gelatinosa, ist weiß und verfügt über eine glatte, wachsartige Oberfläche, unter der sich in mehreren Schichten Hyphen um die Wurzeln des Baumes legen; bisweilen zeigt diese Mykorrhiza Hypertrophie. Die Hyphen sind dabei von einer gallertartigen Masse umhüllt, die von den Außenwänden der Hyphen abgesondert wird.

## Ökologie und Verbreitung

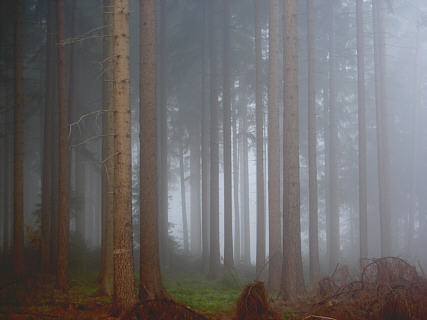
Fichtenwälder in Monokultur bilden einen bevorzugten Lebensraum des Pilzes

Der Olivbraune Schneckling bildet Mykorrhiza mit einer Reihe von Nadelbäumen. Während er im nördlichen Deutschland fast ausschließlich unter Fichten und nur selten unter Kiefern zu finden ist, besiedelt er im Pazifischen Nordwesten den Boden unter Tannen, an der Westküste hingegen Sitka-Fichten und Küstenmammutbäume. In den Rocky Mountains besiedelt er Engelmann-Fichten, an der nördlichen Ostküste der USA Hemlocktannen.
Er bevorzugt in der Regel saure und kalkhaltige Böden mit Moosbewuchs in höheren Lagen sowie Nadelwälder, ist mitunter aber auch unter vereinzelten Nadelbäumen im Laubwald zu finden.
Das Verbreitungsgebiet des Olivbraunen Schnecklings ist holarktisch und erstreckt sich über den Norden und die Westküste des nordamerikanischen Kontinents ebenso wie über ganz Europa (mit Ausnahme des Mittelmeerraumes) und Russland. In Deutschland ist er so gut wie überall anzutreffen, wenn auch im Norddeutschen Tiefland seltener als in den Mittelgebirgslagen. In Erscheinung tritt er vor allem zwischen August und November, mitunter (abhängig von geographischer Lage und Klima) ist er aber auch schon im Juni oder bis hinein in den Dezember zu finden. Der Bestand ist derzeit offenbar nicht gefährdet; der Olivbraune Schneckling wird nicht in den Roten Listen der Schweiz, Deutschlands und Österreichs geführt.

## Systematik
Die systematische Stellung des Olivbraunen Schnecklings ist, wie auch bei vielen anderen Großpilzen, nicht völlig geklärt. Schwierigkeiten bereitet vor allem die Abgrenzung zu anderen Hygrophorus-Arten und die Klassifikation der Subtaxa.

### Äußere Systematik
Hygrophorus olivaceoalbus zeigt große Ähnlichkeit mit anderen, nahe verwandten Schnecklingen. Der Olivgestiefelte Schneckling (Hygrophorus glutinifer) wurde von einigen Autoren als Synonym zu Hygrophorus olivaceoalbus betrachtet. Beachtenswert in diesem Zusammenhang ist jedoch der Umstand, dass Hygrophorus glutinifer und Hygrophorus olivaceoalbus unterschiedliche Mycosterine (Sterole, siehe dazu auch im Abschnitt Pharmakologie) produzieren und ihr Fleisch auf Zugabe von NaOH unterschiedlich reagiert (rot bei Hygrophorus olivaceoalbus gegenüber olivgrün bei Hygrophorus glutinifer). Zudem bevorzugt Hygrophorus glutinifer Eichen als Mykorrhiza-Partner. Zusammen mit dem Schwarzpunktierten Schneckling (Hygrophorus pustulatus), dem Olivgestiefelten Schneckling, dem Graubraunen Schleimstielschneckling (Hygrophorus mesotephrus) und dem Weißschuppiggestiefelten Schneckling (Hygrophorus latitabundus) bildet der Olivbraune Schneckling die Sektion Olivaceoumbrini innerhalb der Gattung Hygrophorus. Die Vertreter dieser Sektion haben schmierige bis schleimige Hüte und Stiele. Ihre Hüte sind dunkel braungrau, oliv oder orange. Der Stiel ist genattert oder mehr oder weniger deutlich beringt.

### Innere Systematik
Auch die innere Systematik von Hygrophorus olivaceoalbus gestaltet sich komplex: Während einige Varietäten in der Gestalt ihres Fruchtkörpers und ihren mikroskopischen Eigenschaften der Nominatform sehr ähnlich sind, zeigt Hygrophorus olivaceoalbus var. gracilis einen viel kleineren und teils unterschiedlich geformten Fruchtkörper, er wird jedoch aufgrund der Oberflächenbeschaffenheit seines Fruchtkörpers als Varietät gezählt.
Für den Olivbraunen Schneckling wurden folgende Varietäten beschrieben:
| Varietät           | Erstbeschreibung         | Bemerkung |
| ------------------ | ------------------------ | --- |
| var. olivaceoalbus | (Fr.) Fr. (1883)         | Nominatform |
| var. intermedius   | Hesler & A.H. Sm. (1963) | Sporen reagieren hyalin mit KOH. Unter Engelmann-Fichten in Colorado. |
| var. gracilis      | Maire (1933)             | Laut Erstbeschreibung kleinere Sporen (9–13 × 6–6,5 Mikrometer) und vor allem an dunklen, moosigen Stellen unter Laubbäumen in Spanien. Hesler und Smith sprechen jedoch von kleineren Fruchtkörpern und größeren Sporen als bei der Nominatform (10–14 × 5,5–7,5 Mikrometer); Hyphen der Cuticula reagieren dunkelbraun mit Melzers Reagenz. Laut Hesler und Smith unter Tannen in Oregon, Washington, Michigan und British Columbia. |

## Bedeutung

### Speisepilz
Der Olivbraune Schneckling findet vor allem in der Küche Verwendung, obgleich sich zu seinem Speisewert sowohl positive als auch negative Angaben finden. Letztere werden meist mit der aufwändigen Entfernung der schleimigen Haut begründet; In der Pilzliteratur wird dem Fleisch zum einen ein fader Geschmack zugesprochen, an anderer Stelle wird von einem guten Speisepilz gesprochen. Die Beliebtheit dieses Schnecklings variiert von Region zu Region. In Europa wird er öfter als in Nordamerika für Pilzgerichte verwendet, und auch innerhalb Europas ist er unterschiedlich begehrt. So gilt er beispielsweise innerhalb Spaniens lediglich in Katalonien als schmackhaft, wobei Pilzgerichte in dieser Region allerdings weiter verbreitet sind als im Rest Spaniens.

Cyclopentenonderivate, isoliert aus Hygrophorus olivaceoalbus bzw. deren semisynthetischen Acetylderivate, mit R^{1}, R^{2} und R^{3} = H oder Ac und n = 14 oder 16

### Pharmakologie
Aus den Fruchtkörpern des Olivbraunen Schnecklings lassen sich Cyclopentenon-Derivate, die sogenannten Hygrophorone, gewinnen, die der Pilz als Sekundärstoffe produziert.
Die gefundenen Verbindungen sind Polyole und besitzen eine antifungale und antibakterielle (d. h. pilz- und bakterienbekämpfende) Wirkung, insbesondere in Bezug auf Gram-positive Bakterien. Dem Olivbraunen Schneckling kommt damit eine wichtige Rolle als Lieferant für Antibiotika zu, umso mehr, da die Hygrophorone auch bei Bakterienstämmen Wirkung zeigen, die gegen gängige Antibiotika wie Methicillin, Ciprofloxacin oder Vancomycin resistent sind.